# سن-رنه، کبک
سَن-رُنه (به فرانسوی: Saint-René) قصبه‌ای در منطقه شهری بوس-سارتیگان ناحیه شودییر-آپالاش در استان کبک کانادا است. در سرشماری سال ۲۰۱۱ این قصبه ۶۰۹ نفر جمعیت داشته‌است و مساحت آن ۶۱٫۵۳ کیلومتر مربع است.